# Рождество в Италии
Рождество́ (итал. Natale) является одним из национальных праздников Италии.

## История
Термин «рождество» (лат. natalis) уходит своими корнями в древнеримскую традицию. Своё рождество в Риме отмечалось для каждого храма, Рождество Рима отмечалось 21 апреля — в легендарный день основания города. В имперскую эпоху государственным праздником стало рождество императора. Было своё рождество у каждого божества римского пантеона — так, 25 декабря, в день зимнего солнцестояния согласно римскому календарю, отмечалось рождество бога Непобедимого Солнца.
Сведения о праздновании христианами Рождества Христова отсутствуют в ранние века после появления и распространения в Римской империи этой религии: оно не упоминается ни в сочинениях Отцов Церкви, ни в иных исторических документах. Первые сведения о праздновании Рождества относятся к середине IV века — христиане хотели противопоставить собственный праздник языческой традиции. В праздновании рождества именно в этот день был заложен также символический смысл: после самого короткого светового дня в году с каждым следующим днём его продолжительность увеличивалась, то есть Рождество Христово символизировало таким образом восхождение «солнца справедливости и истины», что также восходит к древнеримской традиции — празднованию рождества Непобедимого Солнца (лат. dies natalis Solis Invicti).
Первое документально зафиксированное сообщение о праздновании в Риме Рождества Христова содержится в «Хронографе 354 года», когда оно состоялось по инициативе папы Либерия (папа в 352—366 годах): «III kal(endas) ian(uaris). Natus Christus in Betleem Iudeae» (с лат. — «25 декабря. Рождество Христово в Вифлееме Иудейском»). Для рождественской мессы в Риме был построен искусственный грот, располагавшийся поблизости от церкви Санта-Мария-Маджоре и являвшийся отсылкой к пещере, в которой родился Иисус Христос. В последующие сто лет празднование Рождества в день 25 декабря распространилось на Италию, другие западные христианские страны, а затем и на страны, где было распространено Восточное христианство, которые до этого отмечали Рождество 6 января, одновременно с празднованием Крещения Господня.

## Религиозные службы

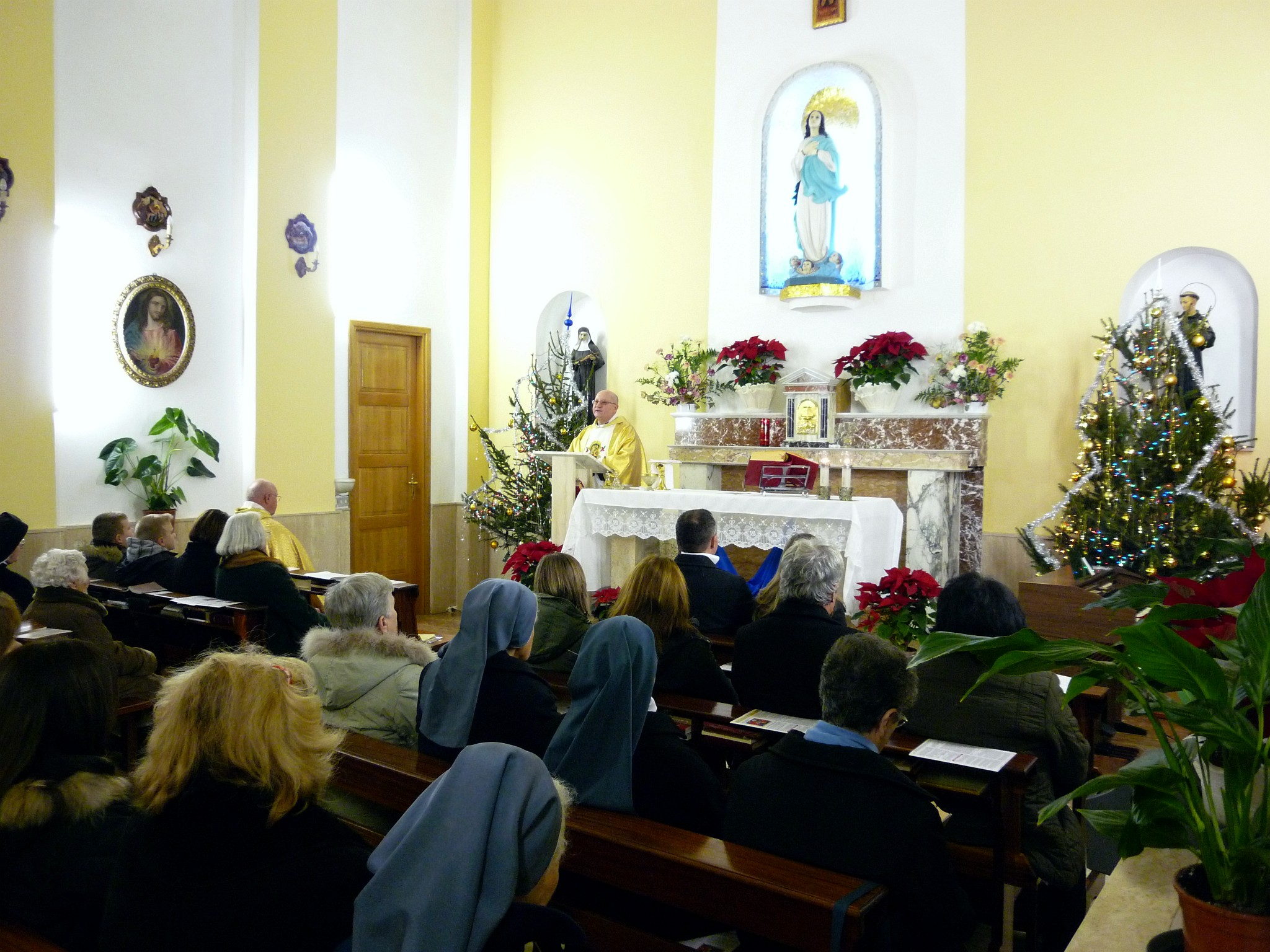
Рождественская служба в итальянской церкви

Италия является страной с преимущественно католическим населением, поэтому религиозные обряды в ней совершаются в соответствии с догматами этой ветви христианства. Подготовка к празднованию Рождества начинается задолго до 25 декабря и называется адвентом. Адвент начинается в ближайшее воскресенье к дню 30 ноября, включает в себя четыре воскресных дня и считается периодом радостного ожидания грядущего Рождества. Религиозный смысл адвента имеет две основных составляющих: с одной стороны он представляет собой период подготовки к празднованию Рождества, с другой — ожидания Второго пришествия Иисуса Христа. Традиционно период адвента должен был представлять собой время строгого поста и усиленного покаяния, но из-за общего падения религиозности эти традиции в наше время соблюдают лишь немногие итальянцы
Во время празднования в католических церквях проводятся три торжественные богослужения, традиция которых восходит к началу VI века: в полночь, на заре и днём. После литургической реформы середины XX века допускается также дополнительная служба в сочельник. Начало рождественского цикла отмечается выстрелом из пушки из папского за́мка Святого Ангела в сочельник и продолжается до 6 января, плавно переходя в празднование Крещения Господня (с 6 по 13 января). Сразу за днём Рождества следуют несколько традиционно связанных с ним праздничных дней: День Святого Стефана (26 декабря), Святого Иоанна (27 декабря) и Святых Невинных (28 декабря), а также день Святого Семейства, отмечаемый в первое воскресенье после Рождества, и день имени Иисусова (1 января).
Все эти дни характеризуются торжественными богослужениями, проходящими во всех церквях Италии. Самые главные богослужения проводятся римским папой в соборе Святого Петра в Ватикане и на площади перед ним. На них пребывают многие тысячи паломников не только со всех концов Италии, но и из других стран католического мира.

## Религиозные традиции
В некоторых церквях или в непосредственной близости от них проводятся костюмированные представления, относящиеся к рождеству Христа в Вифлееме, например такие, как поклонение волхвов. Традиция рождественских представлений была заложена в XIII веке святым Франциском Ассизским, который после паломничества на Святую землю организовал такое представление в местечке Греччо в 1223 году.

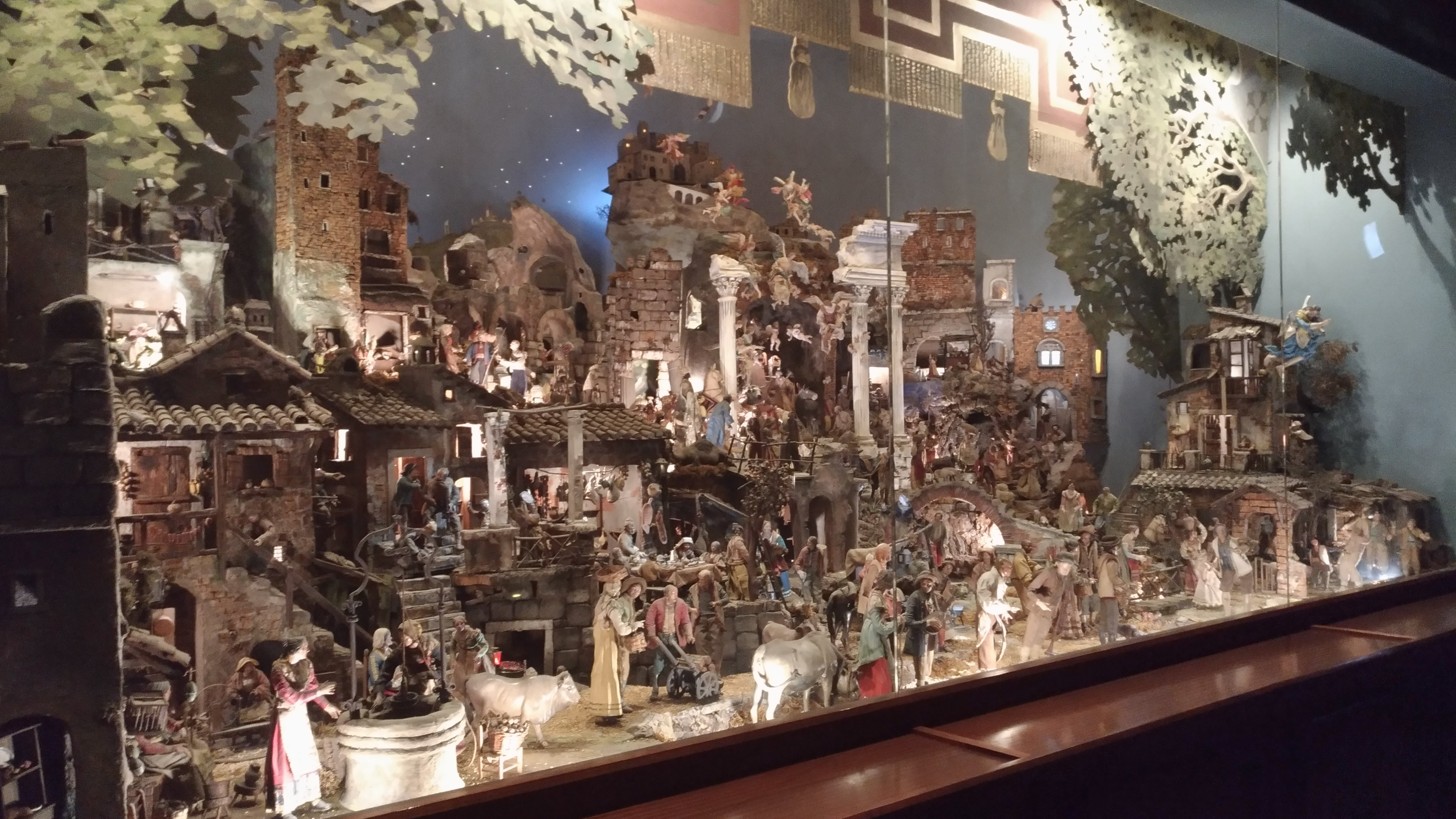
Вертеп в базилике Космы и Дамиана, Рим

Широко распространена традиция установки вертепов, то есть инсталляций, представляющих собой реконструкцию момента рождения Иисуса Христа с непременными фигурками Иисуса, Иосифа, Марии, животных и часто волхвов. В рождественские дни вертепы можно встретить в Италии повсюду — в жилых домах, общественных зданиях, витринах магазинов и даже просто на улице. Вертепы с фигурами людей и животных изготавливают самых разных размеров и из самых разных материалов: от картона и пластика до ценных пород дерева и мрамора. Некоторые из них представляют собой настоящие произведения искусства — так, в римской базилике Космы и Дамиана с 1939 года находится состоящий из сотен фигурок вертеп длиной 6, глубиной 3,50 и высотой 4 метра.

## Народные традиции
В разных регионах Италии существуют очень отличные друг от друга народные традиции празднования Рождества; это вызвано тем, что на протяжении полутора тысяч лет, вплоть до середины XIX века Италии как единого государства не существовало. Тем не менее есть определённые общие черты для народных традиций: прежде всего это Рождественская ель, рождественское полено, фейерверки и костры. Обязательными являются также обмен подарками и поздравлениями и особые подарки для детей, которые в Италии «приносит» не только Ба́ббо Ната́ле (итальянский Дед Мороз или Санта-Клаус), но и некоторые другие сказочные персонажи.

### Рождественская ель

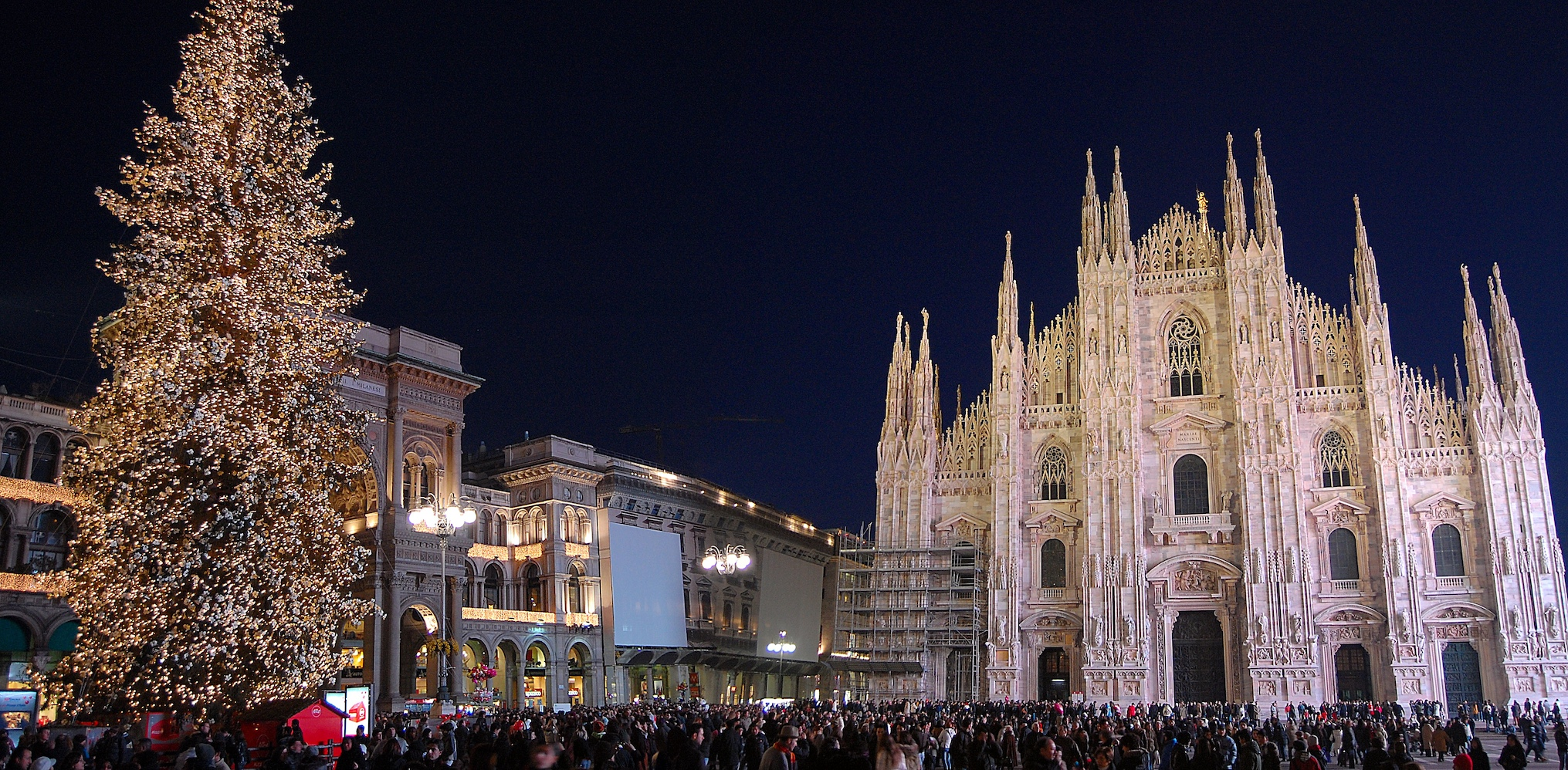
Рождественская ель у Миланского собора

Традиция украшения деревьев к праздникам восходит к языческим временам. Уже в древнеримские времена существовала практика украшения деревьев в честь различных богов, других мифических персонажей, а также предков семьи. После установления христианства эти традиции исчезли и возродились только в XIX веке, придя на Апеннинский полуостров из протестантских стран, прежде всего Германии. Вскоре традиция наряжать на Рождество ель (а в Италии, в отличие от некоторых других стран, для этой цели обычно используется именно ель) быстро распространилась по стране — сперва в северных регионах, а затем и других её частях. Сегодня рождественские ели, наряду с вертепами, являются одним из самых заметных признаков приближающегося Рождества — их можно встретить во многих домах, учреждениях и на площадях городов и посёлков.

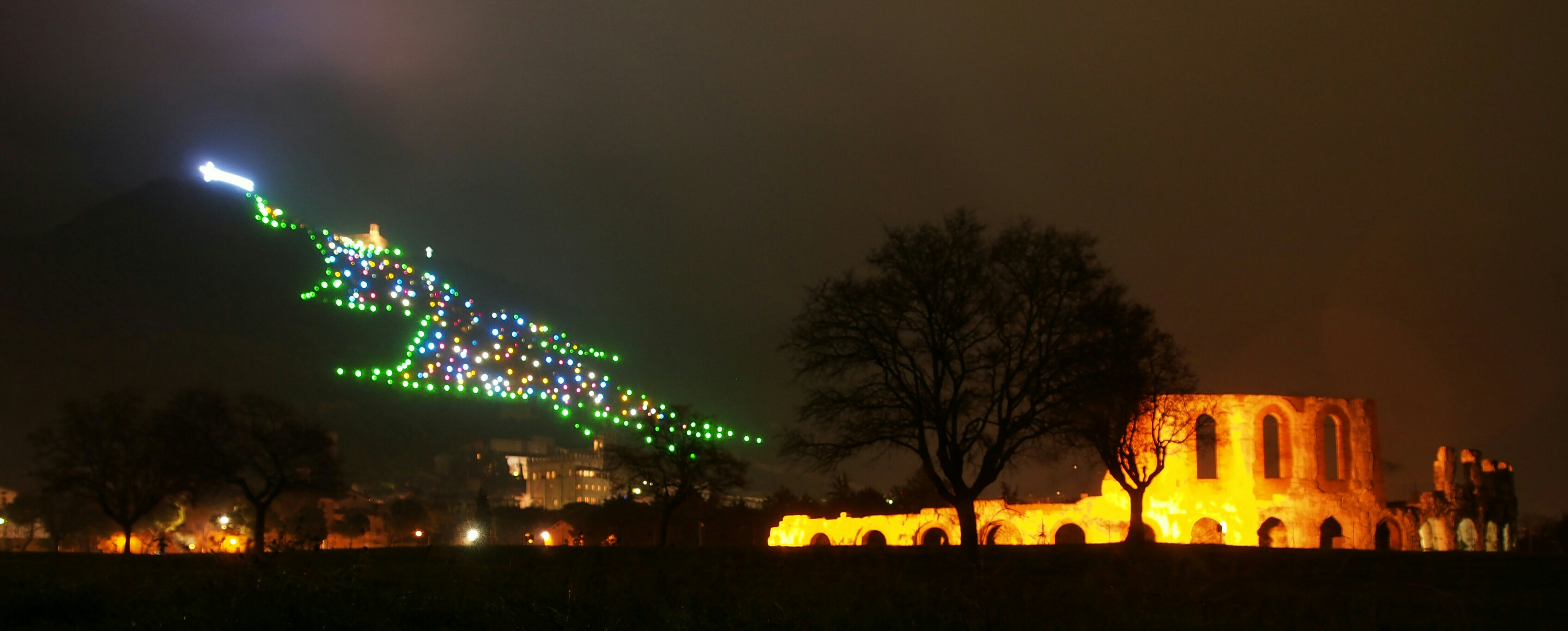
Руины римского театра в Губбио на фоне рождественской ели на горе Инджино

С 1981 года на склонах горы Инджино, расположенной вблизи коммуны Губбио в центральной Италии, зажигается изображение самой большой рождественской ели в мире, занесённой в 1991 году в Книгу рекордов Гиннесса. Изображение имеет высоту 750 и ширину 450 метров, для его создания используются 950 светильников общей мощностью 35 киловатт.

### Рождественское полено
Непременным атрибутом семейного празднования Рождества в Италии является рождественское полено, однако связанные с ним традиции очень сильно отличаются в зависимости от региона страны. Так, в Ломбардии традиционно на полено помещали монетки, а рождественский ужин начинался с того, что отец семейства читал молитву Троицы. После окончания трапезы на полено выливали остатки вина. В Тоскане проходила особая «церемония во имя полена», во время которой читалась особая молитва: «Возрадуйся, полено, завтра придёт хлебный день!» После этого дети с завязанными глазами пытались нащупать полено и откусить от него кусочки при помощи клещей, в то время как остальные члены семьи пели особый гимн, который назывался «Аве Мария Полена» (итал. Ave Maria del Ceppoo).
В наше время вместо полена иногда используется рождественская пирамида, которая называется тем же итальянским словом че́ппо (итал. ceppo). На ней размещают небольшие подарки, сладости, свечи, открытки и тому подобные предметы.